# Gatekeeper (Soziologie)
Unter Gatekeeper (englisch: „Schleusenwärter“, „Torwächter“) werden in der Soziologie Personen verstanden, die aufgrund von Fähigkeiten oder Positionen die Möglichkeit haben, den Aufstieg von Menschen, der in der Soziologie auch Mobilität genannt wird, zu beeinflussen.
Die Gatekeeper-Studien gehen auf den Psychologen Kurt Lewin zurück, der ursprünglich Entscheidungsprozesse bezüglich der Verwendung von Lebensmitteln in Familien untersuchte. Der Begriff spielte zunächst nur in der Nachrichtenforschung eine Rolle, wurde dann aber auch von der Soziologie übernommen.

## Bildungssoziologie
Gatekeeper im Bildungssystem befinden sich an Positionen, wo sie sogenannte Bildungsschwellen kontrollieren. Dies kann die Einschulung betreffen, Übergänge zu höheren Schulen, Hochschuleingangsgespräche und -tests und auch Stellenbesetzungen von Professuren (Passing). Im Bildungssystem spielt der sogenannte Uni-Bluff bzw. das symbolische Kapital der Studierenden eine Rolle für die Entscheidungsfindung der Gatekeeper.
Grundschullehrer beispielsweise erfüllen in Deutschland die Funktion des Gatekeeping, indem sie mit ihren Schulformempfehlungen Schüler selektieren, was nicht unabhängig von der sozialen Herkunft der Schulkinder geschieht.

## Elitesoziologie
Gatekeeper in der Wirtschaft bestimmen Stellenbesetzungen durch Personalgespräche. Hierbei wurde unter anderem von Michael Hartmann in einer Studie aus dem Jahr 2002 festgestellt, dass in die Wirtschaftselite zum überwiegenden Teil Menschen rekrutiert werden, die in der entsprechenden Elite aufgewachsen sind. Diese Eliterekrutierung erfolgt durch Gatekeeper, die anhand ihres Wissens um Die feinen Unterschiede die Zugehörigkeit von Bewerbern zu einem ihnen selber entsprechenden sozialen Milieu erkennen und diese fördern. Nach Hartmann sei das Erkennungsmerkmal vor allem ein bestimmtes souveränes Auftreten.

## Stadtsoziologie
In der Stadtsoziologie wird mit dem Begriff des Urban Managerialism beschrieben, wie social gatekeeper, z. B. Makler oder Beamte der Wohnungsbehörden, das sozialräumliche Gefüge einer Stadt erheblich mitprägen.

## Epidemiologie
In der Epidemiologie versteht man unter einem Gatekeeper eine Person (ein System), die (das) den Zugang zu einem Gesundheitsdienst selektiv regelt oder kontrolliert.

### Bildungssoziologie
- National Commission on Testing and Public Policy: From gatekeeper to gateway: Transforming testing in America. Boston College, Chestnut Hill, MA 1990.
- Michael Vester: Die selektive Bildungsexpansion. Die ständische Regulierung der Bildungschancen in Deutschland. In: Peter A. Berger, Heike Kahlert (Hrsg.): Institutionalisierte Ungleichheiten. Wie das Bildungswesen Chancen blockiert. Juventa Verlag, Weinheim/München 2005, ISBN 3-7799-1583-9.

### Elitesoziologie
- Michael Hartmann: Der Mythos von den Leistungseliten. Frankfurt am Main/New York 2002, ISBN 3-593-37151-0.

### Stadtsoziologie
- Raymond E. Pahl: Whose city? and other essays on sociology and planning. Longman, London 1970, ISBN 0-582-12722-X.